# Ho Hon
Ho Hon (hangul: 허헌; 22 de julho de 1885 – 16 de agosto de 1951) foi um ativista e político da independência coreana do período colonial japonês e dos primeiros anos da Coreia do Norte. Como advogado, ele defendeu ativistas da independência junto com Lee In e Kim Byong-ro. Em setembro de 1948, após a proclamação oficial sobre o estabelecimento da Coreia do Norte na parte norte da península coreana, ele foi eleito delegado à primeira convocação da Assembleia Popular Suprema, o parlamento unicameral da Coreia do Norte. Ele também serviu como presidente da Universidade Kim Il-sung. Enquanto trabalhava como ativista da reunificação, ele se afogou no rio Chongchon em agosto de 1951. Ele também era pai de Ho Jong-suk, uma ativista e política na Coreia do Norte.

## Biografia

### Infância
Heo Heon nasceu em 1885 em Hapyeong-ri, Hawoo-myeon, Condado de Myongchon, Província de Hamgyong do Norte, como filho de Hyangban. Quando tinha 10 anos, em 1895, seguiu seu pai para Hanseongbu e morou em uma casa perto de Gwanghwamun. Então, ingressou na recém-criada Escola Primária para Residentes Coreanos e, em 1899, foi para a Escola Secundária Hansung e aprendeu teologia. Nessa época, dizia-se que o pai de Heo Heon, Heo-chu, servia como um informante do palácio. No entanto, Heochu decidiu deixar o cargo devido a problemas de saúde e deixou seu filho Heo Heon para Lee Yong-ik. Quando criança, Heo Heon frequentou uma escola baseada no Sarangchae de Lee Yong-ik. 
Heo-heon foi para Vladivostok em Yeonju e pensou que estenderia sua visita depois que seu pai Hu-chu morreu e teve três anos de sogro. Kang, uma pessoa influente, disse que deu dois burros e um pacote para o distrito escolar. Quando ele retornou para sua cidade natal, Myeongcheon, província de Hamgyong, sua mãe o convidou para se casar com uma mulher chamada Ji-Young Jeong, que morava em Hamhung.  Entre os filhos que teve de Ji-Young Lee, apenas sua filha, Ho Jong-suk, sobreviveu até a idade adulta e mais tarde se tornou uma ativista e política. 

Ho em 1929

Ele continuou a estudar e subiu para Kyungsung, e sua esposa, Jeong-Young, sustentava-o. Posteriormente, casou-se novamente com Yoo Deok-hee e teve mais seis filhos: as filhas Huh Geun-wook e os filhos Ho Seon-wook, Ho Jong-wook, Ho Young-wook, Ho Seon-wook e Ho Gi-wook. 
Após se formar na Escola Secundária Hansung e no Colégio Bosung, estudou no Japão e se formou na Faculdade de Direito da Universidade Meiji. Em 1907, foi aprovado no 1º exame de advocacia do Império Coreano e obteve sua qualificação como advogado no Japão. Posteriormente, defendeu a causa da independência, os problemas de emprego dos trabalhadores e a questão do aumento salarial gratuito. Em 1924, foi nomeado diretor do Colégio Boseong e presidente da Associação de Advogados do Povo de Chosun. Em 1926, tornou-se famoso por viajar pelo mundo por seis meses e, em 1927, tornou-se um dos principais executivos de uma nova associação. No final do período colonial japonês, em 1943, envolveu-se em um incidente de contrabando de ondas curtas, no qual também passou dois anos na prisão. 
Ho Hon trouxe sua esposa para Hanseongbu, frequentou a Escola de Línguas Estrangeiras Hansung, estudou alemão e aprendeu inglês e japonês. Aprendeu uma língua estrangeira com a determinação de se formar em Direito Internacional. Durante esse processo, fez muitos colegas, incluindo o neto de Lee Yong-ik, Lee Jong-ho, e seus conhecidos, e estendeu seu rosto cumprimentando várias outras celebridades, como Lee Gap, Lee Dong-hui e Northwest. Formou-se em uma escola de línguas estrangeiras em 1904, ano da Guerra Russo-Japonesa. E por um tempo, foi nomeado oficial de baixo escalão em Jigye-amun, Gyujanggak e Jumu-amun. 

### Movimento de independência

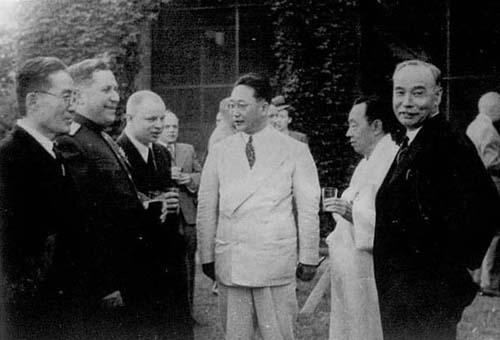
Ho (no lado esquerdo) durante o Segundo Comitê Conjunto EUA-Soviético em maio de 1947

Em 1919, foi eleito presidente da Ordem dos Advogados da Coreia. O Movimento de 1º de Março de 1919 o tornou um advogado antijaponês representativo. Na época do Movimento 3.1, Ho Hon assumiu o comando de 47 pessoas, incluindo 33 representantes nacionais e 14 pessoas relacionadas. Ele se tornou famoso por seu constrangimento ao imperialismo japonês ao defender os líderes do Movimento 1º de Março, que eram obcecados pelo conhecimento imprevisível da teoria do direito. Além disso, durante o julgamento contra as 49 pessoas presas, foi submetido ao tribunal para a apresentação de uma acusação de acusações, e também foi um tema quente, como a oposição dos promotores dos promotores no tribunal. Depois disso, Ho Hon manteve uma reputação nacional e realizou vários projetos, além de seus advogados diários, como a defesa independente das tropas e do Partido Comunista da Coreia. 
Na década de 1920, enquanto advogado, dedicou-se à educação. Posteriormente, juntamente com Lee Sang-jae, fundou uma universidade privada, mas o Governador-Geral não aprovou, mas isso teve o efeito de criar a Universidade Nacional de Seul. Além disso, dedicou-se à educação das mulheres. Uma ativista e ativista da independência ajudou a fundar a Universidade Feminina de Duksung e, quando a Dong-A Ilbo foi fundada, investiu uma grande quantia de 8.000 wons em agradecimento. 
Em 1924, foi nomeado diretor da Faculdade Bosung, que era mal administrado na época, e tornou-se presidente da Associação de Advogados Coreanos na época. No final de abril daquele ano, quando Song Jin-woo deixou o cargo de presidente, ele também atuou como presidente do Dong-A Ilbo por um tempo. 
Em abril de 1925, Cho Dong-ho e Cho Bong-am, enviados à fundação do Partido Comunista da Coreia para obter a aprovação do Comintern, foram presos pelo Consulado Geral do Japão em Xangai em fevereiro de 1928 e prestaram depoimento sem justa causa no Tribunal Distrital de Gyeongseong, em Seul. Como resultado disso, Heo Heon tornou-se conhecido não apenas na Coreia, mas também no Japão. 
Por outro lado, nessa época, Ho Hon inclinava-se para uma tendência socialista de centro-esquerda. O argumento favorável contra os envolvidos no caso do Partido Comunista da Coreia, incluindo Park Hon-young, a ampla comunhão com os comunistas e o fato de todas as suas filhas, Jeong-sook Heo e seu genro, serem membros do Partido Comunista da Coreia, o levaram a uma tendência socialista. 

### Fim do período colonial japonês

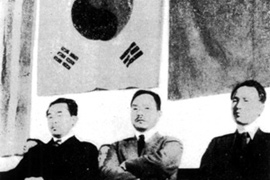
Pak Hon-yong (centro) e Ho Hon (esquerda) compareceram ao 21º aniversário da fundação do Partido Comunista Coreano em Seul, em 1946

Na década de 1930, os baixos salários que recebia dos professores lhe renderam uma investida nos setores imobiliário e de mineração. Ele chegou ao ponto de depender do sustento de Yoon Chi-ho, Kim Seong-soo e Song Jin-woo. 
No final da ocupação japonesa em 1943, ele se envolveu em um caso de transmissão de ondas curtas. Na época, Ho Hon foi severamente torturado aos 58 anos, e o suposto exílio de sua filha, Heo Jung-sook, foi incluído nas acusações. Após dois anos na prisão, sua saúde se deteriorou extremamente, e em abril de 1945 ele foi libertado como joalheiro. Depois, Ho Hon foi até a casa de Munhwa-myeon, Condado de Sinchon, Província de Hwanghae do Sul, onde está a esposa de sua esposa, e foi libertado enquanto relaxava nas fontes termais de Dalcheon.  Ele foi cuidado em Sinchon por quatro meses a partir de abril de 1945. 

### Libertação da Coreia

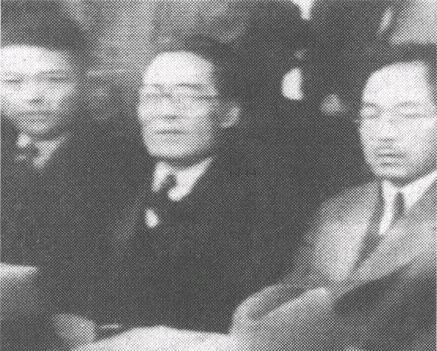
Na 1ª Comissão Conjunta EUA-Soviética. Da esquerda para a direita: Kim Won-bong, Ho Hon e Pak Hon-yong

Em 15 de agosto de 1945, a decisão da Presidência Nacional Japonesa e a formação do Comitê Preparatório Nacional sob a liderança de Yeo Hyung-hyun foram ouvidas, e quando Ho Hon morava no Condado de Sinchon, Província de Hwanghae do Sul, o presidente Geon-jun Yeo, Yun-hyung enviou pessoas para participar do Comitê Preparatório Nacional. Perguntado. Nessa época, Hon Hon estava em uma casa de repouso, mas ele prontamente concordou e veio para Seul.  De acordo com os registros da época, ele disse: "Darei tudo ao professor. Acredito no meu professor e ajudarei com toda a minha sabedoria." 
Por outro lado, Ho Hon continuou a criticar o Partido Democrático Coreano até os primeiros dias do lançamento do Partido Democrático Coreano, mas, cada vez mais, os discursos públicos de Heonheon gradualmente passaram a adotar o tom de defesa do Partido Comunista da Coreia e de críticas ao Partido Democrático Coreano. Ele argumentou que os movimentos de independência anti-japoneses sob o domínio japonês foram em grande parte conduzidos por comunistas, e, nesse sentido, “Devemos também agradecer ao Partido Comunista da Coreia”, e depois que o Partido Popular da Coreia não cooperou com o Estado, eles chegaram a defender pró-japoneses e terroristas. E o acusou de interferir na completa independência de Joseon. Além disso, ele visitou Ahn Jae-hong, que estava insatisfeito com o avanço do Partido Comunista da Coreia, e o persuadiu várias vezes, mas Ahn Jae-hong não ouviu e logo se retirou. 

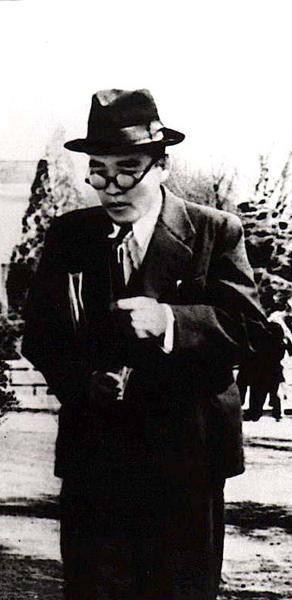
Hon em 1948

Em 4 de setembro, a Assembleia Geral da Assembleia Nacional foi eleita vice-presidente do Comitê Preparatório Nacional, seguido pelo Congresso Nacional Popular e preparou o estabelecimento da República Popular da Coreia. Ao participar como Comitê Popular, Ho Hon demonstrou a realidade de que, ao contrário do Partido Popular Coreano, ele precisava negar o "recusacionismo temporário do governo" e preparar a República Popular. Em 7 de setembro de 1945, foi nomeado primeiro-ministro do Gabinete da República Popular da Coreia. 
Quando os resultados da Cúpula Trifásica de Moscou foram anunciados em dezembro, ele argumentou que "agora é necessário estabelecer um governo provisório para os coreanos no Norte e no Sul, de acordo com os procedimentos estabelecidos no Protocolo de Moscou", e não seguir o governo de Lim Jung. Todos apoiaram o Protocolo de Moscou e se propuseram a apoiar ativamente as atividades do Comitê de Microcomunidades. 
Kim Won-bong, Kim Sung-suk, Jang Goon-sang e Sung Joo-sik, que deixaram o Governo Provisório da República da Coreia em 15 de fevereiro de 1946, foram convidados para a copresidência da Frente Popular Democrática (hangul: 민주주의민족전선) com Yeo-hyung Baek, Paek Nam-un, Pak Hon-yong e Kim Won-bong.  Posteriormente, ele foi eleito presidente-chefe da Frente Popular Democrática. 
Na abertura da Frente Nacional pela Democracia, Heo Heon estava pensando na conferência nacional de emergência organizada pelo Governo Provisório, e há uma palavra da lei que não está certa.  Ho Hon rejeitou publicamente a ideia do Governo Provisório da República da Coreia. Reconhecendo que o governo provisório não foi aprovado pela comunidade internacional e que os funcionários retornaram ao Japão como indivíduos, eles acusaram Lim de enganar os legisladores para enganar o povo.  Após a negação de Lim Jong-ho, ele se tornou público do grupo de extrema direita e se tornou o principal alvo do terrorismo. Ele teve que se deslocar pela residência várias vezes, evitando invasões e ataques terroristas de grupos de jovens de direita. Por outro lado, Ho Hon não se juntou ao partido político, mas agiu como um indivíduo. A saúde de Heo Heon não era boa por causa da doença que ele pegou na prisão. 

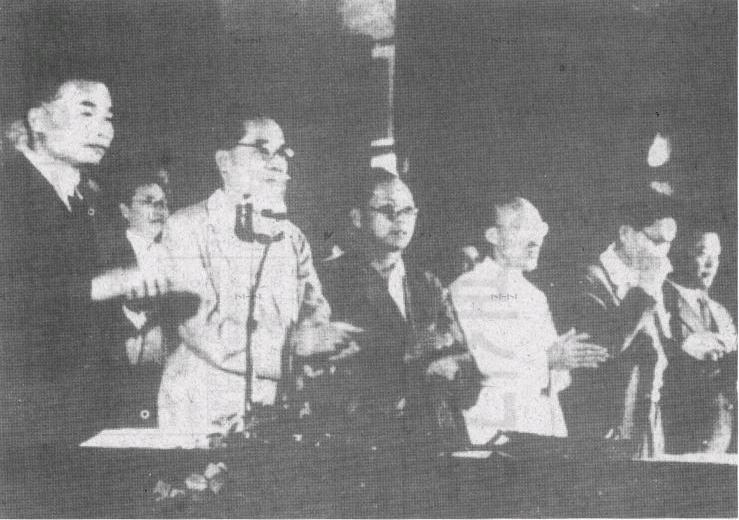
Em agosto de 1948, o "Congresso Popular" foi realizado em Haeju, província de Hwanghae. Da esquerda para a direita: Paek Nam-un, Ho Hon, Pak Hon-yong e Hong Myong-hui

Em novembro de 1946, ele participou da formação do Partido dos Trabalhadores da Coreia do Sul. Após a formação do Partido dos Trabalhadores da Coreia do Sul, Lyuh Woon-hyung sentou-se no cargo e interrompeu o conflito com Pak Hon-yong . Nessa época, Ho Hon o seguiu, apoiando Pak. Mais tarde, em 11 de agosto de 1947, as autoridades militares dos EUA emitiram uma ordem de prisão contra o líder do líder sul-coreano, Ho Hon, e declararam ilegal a atividade comunista na Coreia do Sul.  Socialistas e comunistas se moviam lado a lado, evitando os procurados e opressores de Pak Hon-yong e Heo-heon, e Heo-hun tinha que se mover de vez em quando à noite, evitando os olhos da polícia, do exército dos EUA e de grupos de jovens de direita. 

### Coreia do Norte
Em abril de 1948, para as negociações norte-sul, ele foi para o norte do paralelo 38 com Ri Sung-yop, do Partido dos Trabalhadores da Coreia do Sul, e não retornou. Ele também foi eleito para o Comitê Constitucional da Assembleia Popular Suprema. Após a proclamação oficial da República Popular Democrática da Coreia, ele foi eleito presidente da Assembleia Popular Suprema em setembro. Ao mesmo tempo, a partir de outubro daquele ano, ele serviu como reitor da Universidade Kim Il-sung. Participou da 2ª Reunião Intercoreana de Líderes (Segunda Reunião de Liderança do Grupo Socialista da Segunda Dinastia Joseon), realizada de 2 a 5 de julho de 1948. 
Em junho de 1949, foi eleito presidente do Comitê Central da Frente Democrática para a Reunificação da Coreia e, em agosto de 1951, foi novamente eleito presidente da Assembleia Popular Suprema. Ele morreu em agosto de 1951 após se afogar em um acidente em circunstâncias suspeitas no rio Chongchon em 16 de agosto do mesmo ano.  Ele recebeu um funeral de estado. Após o funeral no Teatro Moranbong em Pyongyang em 7 de setembro de 1951, ele foi enterrado no Cemitério dos Mártires Patrióticos. 